# Protarchos (Kameenschneider)

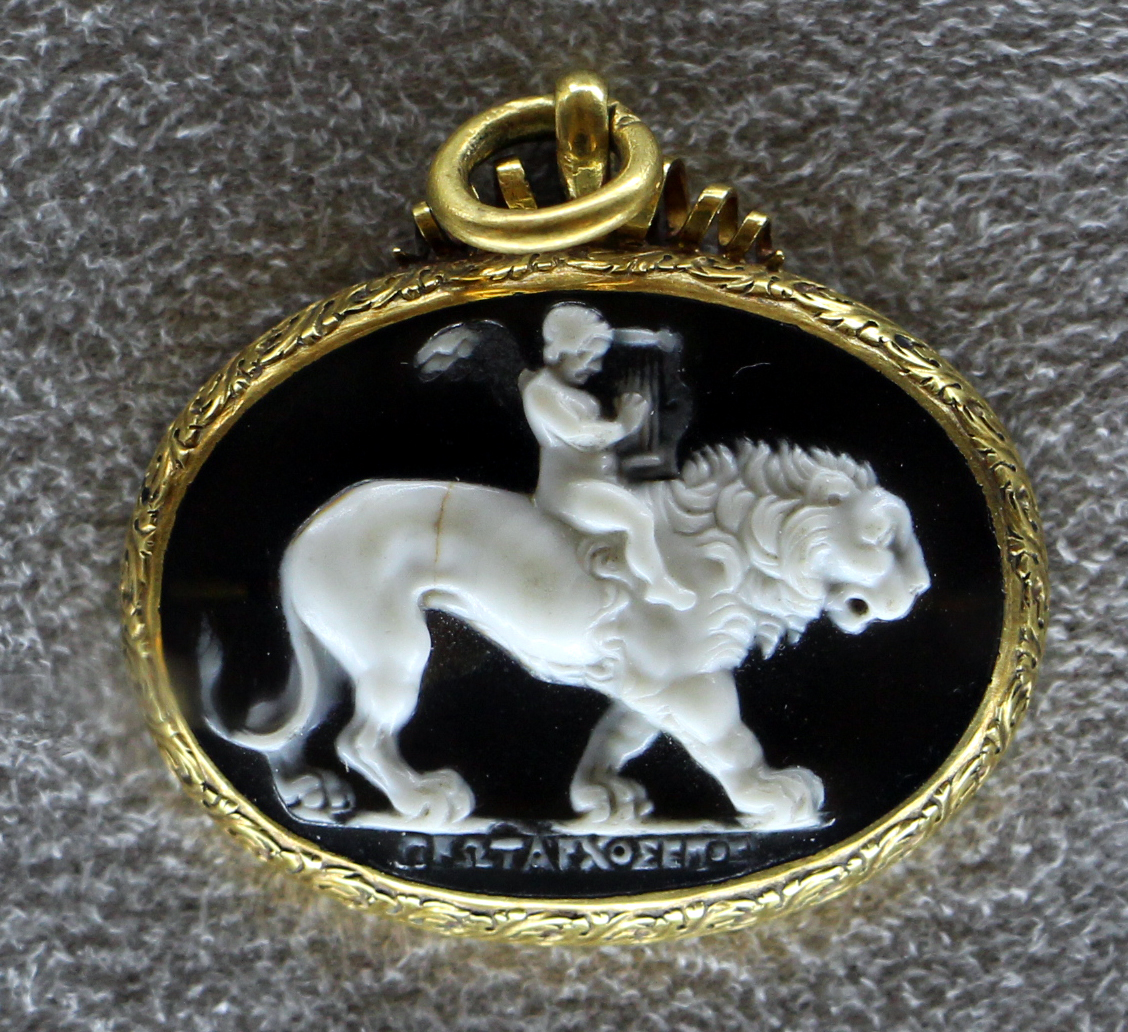
Kameo des Protarchos in Florenz

Protarchos (altgriechisch Πρώταρχος) war ein griechischer Kameenschneider des Hellenismus, dessen Schaffenszeit etwa ins 3./2. Jahrhundert v. Chr. datiert wird. Eine spätere Datierung, die früher für möglich gehalten wurde, wird heute abgelehnt.
Der Künstler ist nur durch zwei mit ΠΡΩΤΑΡΧΟΣ ΕΠΟΙΕΙ  bzw. ΠΡΩΤΑΡΧΟΣ ΕΠΟΕΙ  signierte Sardonyx-Kameen bekannt:
- Aphrodite und fliegender Eros, Boston, Museum of Fine Arts 27.750[4]
- Eros mit Kithara, auf einem Löwen reitend, Florenz, Museo Archeologico 14439[5]

Versuche, ihm weitere Arbeiten zuzuschreiben, „überzeugen meist nicht“.